# Биг-Мадди
Биг-Мадди (англ. Big Muddy) — река в США, на юге штата Иллинойс. Длина — 251 км, площадь бассейна — 6071 км². На большей части своей длины река имеет илистое дно. Возле деревни Бентон в 1973 году Инженерными войсками США построена плотина, в результате чего образовалось озеро Ренд.

## Гидрография
По пробам 1995 года качество воды в реке оценивалось от «чистой» до «хорошей». Основными источниками загрязнения служило сельское хозяйство, разработка месторождений полезных ископаемых и расположенные на реке города.
Биг-Мадди впадает в реку Миссисипи в округе Джэксон вблизи экологической зоны Ла Ру-Пайн-Хиллз.
Бассейн реки содержит один из самых значительных запасов угля в мире. Его бо́льшая часть скрывается под глубоким слоем грязи. Предположительно, именно на реке Биг-Мадди была создана первая угольная шахта штата Иллинойс, открытая в 1810 году в округе Джэксон.

## Округа и населённые пункты
Населённые пункты, расположенные на реке:
- Бентон
- Карбондейл
- Дикс (частично)
- ДюКвойн
- Херрин
- Келл
- Марион
- Маунт-Вернон
- Мерфисборо
- Пинкнивилл
- Томпсонвилл
- Уэст-Франкфорт
- Вердженес

Биг-Мадди протекает по округам:
- Джэксон
- Юнион
- Франклин
- Джефферсон
- Марион